# Bonyhádvarasd, Tolna
Bonyhádvarasd  este un sat în districtul Bonyhád, județul Tolna, Ungaria, având o populație de 455 de locuitori (2011). 

## Demografie
Componența etnică a satului Bonyhádvarasd
     Maghiari (84,21%)
     Germani (15,79%)
Componența confesională a satului Bonyhádvarasd
     Fără religie (1,98%)
     Necunoscută (97,14%)
     Reformați (0,88%)
Conform recensământului din 2011, satul Bonyhádvarasd avea 455 de locuitori. Din punct de vedere etnic, majoritatea locuitorilor (84,21%) erau maghiari, cu o minoritate de germani (15,79%). Nu există o religie majoritară, locuitorii fiind  și persoane fără religie (1,98%). Pentru 97,14% din locuitori nu este cunoscută apartenența confesională.